# Дунава
Дунава (латыш. Dunava) — населённый пункт в Екабпилсском крае Латвии. Административный центр Дунавской волости. Находится на левом берегу Западной Двины около устья реки Эглайне. Расстояние до города Екабпилс составляет около 42 км. По данным на 2016 год, в населённом пункте проживало 144 человека. Есть волостная администрация, начальная школа, дом культуры, библиотека, почтовое отделение, католическая церковь.

## История
Село Дунава находится на территории бывшего поместья. В 1935 году в селе проживало 105 человек.
С 1949 года Дунава — центр Дунавского сельсовета Екабпилсского района. В селе располагалась центральная усадьба совхоза «Дунава».